# Haute-Rivoire
Haute-Rivoire település Franciaországban, Rhône megyében. Lakosainak száma 1425 fő (2022. január 1.). Haute-Rivoire Saint-Clément-les-Places, Souzy, Saint-Laurent-de-Chamousset, Saint-Martin-Lestra, Virigneux, Les Halles és Meys községekkel határos.

## Népesség
A település népességének változása:
| Lakosok száma | 1399 | 1433 | 1478 | 1444 | 1442 | 1442 | 1436 | 1431 | 1425 |
|               | 2013 | 2015 | 2016 | 2017 | 2018 | 2019 | 2020 | 2021 | 2022 |